# Хлорциан
Хлорциа́н (хло́ристый синеро́д, цианхлорид) — хлорангидрид циановой кислоты ClCN, бесцветный газ тяжелее воздуха (при нормальных условиях) с резким неприятным запахом, чрезвычайно токсичен. Хлорциан — легко сжижающийся газ (давление паров при 20°C = 1002 мм рт. ст.) с температурой плавления − 6,9 °C, с температурой кипения + 12,6 °C,  в твёрдой фазе образует кристаллы ромбической сингонии.

## Реакционная способность
Хлорциан является типичным псевдогалогеном и обладает высокой реакционной способностью по отношению к нуклеофилам, для него типичны как реакции замещения хлора, так и присоединения к тройной связи. Так, он взаимодействует со щелочами с образованием цианатов щелочных металлов:
{\displaystyle {\mathsf {ClCN+2NaOH\rightarrow NaOCN+NaCl+H_{2}O}}}
Хлорциан медленно гидролизуется водой в нейтральных и кислых растворах с образованием изоциановой кислоты, которая, в свою очередь, гидролизуется с образованием аммиака и диоксида углерода. Хлорциан теряет свои ядовитые свойства в избытке воды, так как образующиеся аммиак и хлороводород соединяются с образованием хлорида аммония:
{\displaystyle {\mathsf {ClCN+H_{2}O\rightarrow HNCO+HCl\uparrow }}}
{\displaystyle {\mathsf {HNCO+H_{2}O\rightarrow NH_{3}+CO_{2}\uparrow }}}
{\displaystyle {\mathsf {ClCN+2H_{2}O\longrightarrow NH_{4}Cl+CO_{2}\uparrow }}}
C аммиаком хлорциан образует цианамид:
{\displaystyle {\mathsf {ClCN+NH_{3}\rightarrow H_{2}N{\text{-}}CN+HCl\uparrow }}}
Реакции с азотными и кислородными нуклеофилами, начинаясь с замещения хлора, могут сопровождаться последующим присоединением к тройной углерод-азотной связи: так, первичные и вторичные амины образуют с хлорцианом сначала N-замещенные цианамиды, а затем — гуанидины:
{\displaystyle {\mathsf {ClCN+R_{2}NH\rightarrow R_{2}N{\text{-}}CN+HCl\uparrow }}}
{\displaystyle {\mathsf {2R_{2}N{\text{-}}CN+B\rightarrow (R_{2}N)_{2}C{\text{=}}NH}}}
В отличие от аминов, при взаимодействие хлорциана со спиртами продукты замещения алкоксилом хлора — эфиры циановой кислоты — не образуются, реакция ведет к образованию нестойких имидоэфиров угольной кислоты:
{\displaystyle {\mathsf {ClCN+2ROH\rightarrow (RO)_{2}C{\text{=}}NH+HCl\uparrow }}}
Хлорциан реагирует и с углеродными нуклеофилами, при этом идут реакции замещения хлора. Так, хлорциан при взаимодействии с реактивами Гриньяра образует нитрилы:
{\displaystyle {\mathsf {RMgCl+ClCN\rightarrow RCN+MgCl_{2}}}}
Ароматические углеводороды цианируются хлорцианом в условиях реакции Фриделя-Крафтса:
{\displaystyle {\mathsf {ArH+ClCN\rightarrow ArCN+HCl\uparrow }}}
В частности, бензол в этих условиях образует бензонитрил, однако эта реакция имеет ограниченное синтетическое применение.

## Физиологическое значение
Хлорциан (ClCN, цианоген хлорид, цианхлорид) особо токсичен, числится в списке сильнодействующих ядовитых веществ, относится ко второму классу опасности и в высоких концентрациях обладает сильным удушающим действием. Смертельно ядовит.
По действию хлористый цианоген аналогичен синильной кислоте, поскольку при гидролизе в организме образует цианид-ионы, но в отличие от неё оказывает и раздражающее действие, обусловленное воздействием хлорциана на нуклеофильные функциональные группы рецепторов слизистых оболочек. Смертельная концентрация хлорциана в воздухе: ЛКτ50 = 11 мг·мин/л.
Хлорциан не обладает кумулятивными свойствами, его воздействие проявляется немедленно. При концентрации 0,002 мг/л начинает ощущаться раздражающее действие, а при 0,06 мг/л развивается обильное слезотечение и спазм век. Концентрация 0,4 мг/л может вызвать смертельный исход (достаточно 10-минутного воздействия, при этом смерть наступает в течение 1-15 минут).
ПДК в рабочей зоне — 0,5 мг/м³ по ГОСТ 12.1.007-76.

## Применение

### В химическом производстве
Хлорциан является исходным веществом в синтезе цианурхлорида (2,4,6-трихлор-1,3,5-триазина), применяющегося в синтезе гербицидов триазинового ряда и триазиновых активных красителей, синтез проводится каталитической тримеризацией хлорциана:
{\displaystyle {\mathsf {3ClCN\rightarrow C_{3}N_{3}Cl_{3}}}}

### Как отравляющее веществo
Хлорциан также производился в качестве боевого отравляющего вещества общеядовитого действия, впервые был применен войсками Антанты в июле 1916 года в ходе Первой мировой войны.
Хлорциан, обладающий схожим с синильной кислотой характером токсического действия и уровнем летальной дозы, очень плохо сорбируется угольной шихтой противогаза. При подходящих метеоусловиях можно создавать такие концентрации хлорциана, при которых наступает пробой противогаза, и живая сила противника будет поражена, даже если успеет воспользоваться стандартными средствами защиты от отравляющих веществ.